# Макуль
Макуль (ісп. Macul) — комуна в Чилі. Одна з міських комун міста Сантьяго. Входить до складу провінції Сантьяго і Столичного регіону.

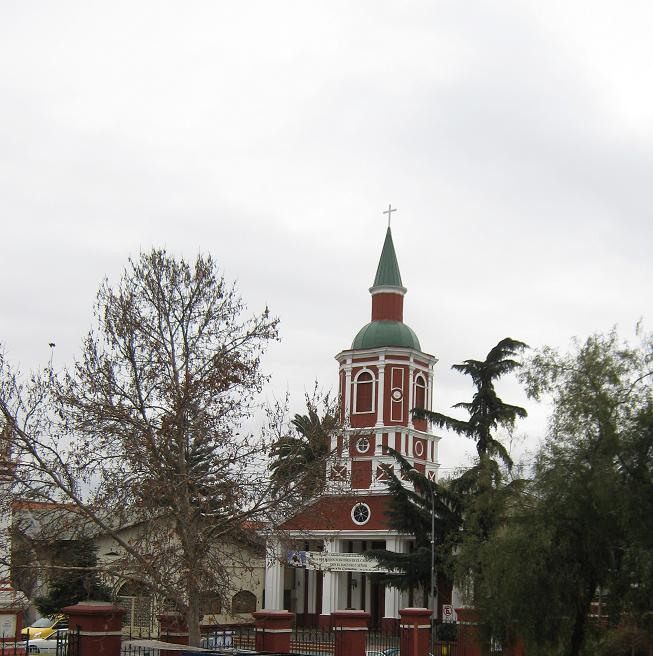
Салезіанська церква Святого сімейства

Територія — 12,9 км². Чисельність населення — 116 534 мешканців (2017). Щільність населення - 9033,6 чол./км².

## Розташування
Комуна розташована на південному сході міста Сантьяго.
Комуна межує:
- на півночі - з комуною Нюньйоа
- на сході — з комуною Пеньялолен
- на півдні - з комуною Ла-Флорида
- на заході — з комуною Сан-Хоакін